# Христо Попович
Христо Пенчов Попович е български възрожденски просветен деятел. 

## Биография
През 1830 – 1832 година е учител на момчетата в първото училище в Ловеч – килийното училище към метоха на Гложенския манастир. Безплатен певец на църквата. Килиен учител е в града през периода 1830–1840 година.
Заживява във Варна и служи като писар в търговската кантора на Братя Георгиевич. Член на Варненската българска община, с която изпраща прошение до П. Р. Славейков в Търново за български учител, който да ползва и гръцки език. На писмото им откликва Константин Арабаджиев от Горна Оряховица и първото българско училище във Варна отваря на 19 август 1860 г.
След Освобождението е управител на Варненската митница.
Баща на Васил Радославов, Михаил Радославов и Юрдана Радославова.